# Belyando River
Der Belyando River ist ein Fluss im Osten des australischen Bundesstaates Queensland.

## Geographie

### Flusslauf, Landwirtschaft, Nationalparks
Der Fluss entspringt an den Osthängen des Mount Beaufort in der Drummond Range östlich der Stadt Alpha, etwa 165 Kilometer nordöstlich von Blackall. Von dort fließt er an der Ostseite der Great Dividing Range entlang nach Norden, unterquert den Capricorn Highway bei Pine Hill, die Verbindungsstraße Alpha–Clermont bei Kingston und schließlich die Gregory Developmental Road bei Belyando Crossing, wo er die Westgrenze des Nairana-Nationalparks bildet. Wenige Kilometer weiter mündet er in den Suttor River.
Sein Einzugsgebiet beträgt 35.000 km². Es wird hauptsächlich als Viehweide und in geringem Umfang auch für den Ackerbau genutzt. Im Land um den Belyando River finden sich auch der Narrien-Range-Nationalpark und der Epping-Forest-Nationalpark.

### Nebenflüsse mit Mündungshöhen
- Boorgoora Creek – 397 m
- Belyando River Western Branch – 390 m
- Eastern Creek – 387 m
- Spring Creek – 383 m
- Cattle Creek – 379 m
- Beaufort Creek – 371 m
- Myers Creek – 371 m
- Pinehill Creek – 352 m
- Breakaway Creek – 351 m
- Four Mile Creek – 334 m
- Bottle Tree Creek – 322 m
- Sandy Creek – 310 m
- Pebbly Creek – 308 m
- Jampot Creek – 304 m
- Stockyard Creek – 293 m
- Schofield Creek – 277 m
- Native Companion Creek – 270 m
- Sandy Creek – 266 m
- Fiery Creek – 251 m
- Dunda Creek – 233 m
- Carmichael River – 216 m
- Tomahawk Creek – 190 m
- Bully Creek – 188 m
- Mistake Creek – 188 m
- Six Mile Gully – 188 m
- Black Wattle Creek – 186 m[1]

### Durchflossene Seen
- Greys Lagoon – 387 m
- Bakoolama Waterhole – 339 m
- Ten Mile Waterhole – 327 m
- Boadles Waterhole – 305 m
- Georges Waterhole – 270 m
- Broadna Waterhole – 231 m
- Alinya Waterhole – 230 m
- Sandy Camp Waterhole – 229 m
- Brygana Waterhole – 217 m
- Dunjarrobina Waterhole – 212 m
- Yarmina Waterhole – 195 m[1]

## Geschichte

### Aborigines
Die traditionellen Verwalter des Landes, das den Belyando River umgibt, sind die verschiedenen indigenen Wakelbura-Völker, einschließlich der verschiedenen kleineren Auanbura, Dorobura und Metherabura Clans.

### Europäische Erkundung
Der Fluss wurde 1846 vom Forscher Thomas Livingstone Mitchell auf seiner vierten und letzten Expedition entdeckt und benannt.

### Überflutungen
2011 verursachten die Fluten in Queensland weiträumige Überflutungen am Belyando River. Viele Häuser und Anwesen an seinen Ufern waren lange Zeit von der Außenwelt abgeschnitten und ihre Bewohner mussten mit Nahrungsmitteln versorgt werden.